# Hedberg
Hedberg er et svensk og finlandssvensk efternavn. Hedberg-efternavnet kan spores flere hundrede år tilbage i tid. Det er ikke et antalsmæssigt stort efternavn i disse lande/sprogområder, men er heller ikke et lille efternavn. Forekommer dog yderst sjældent i Danmark (2007: 75 personer har dette efternavn[kilde mangler]) og de fleste danske Hedberg er enten efterkommere til indflyttere eller første generations tilflyttere. 
Navnet opfattes ikke som værende svensk, da både "Hed" og "Berg" er hyppigt forekommende navneelementer af danske efternavne såsom Hedgård og Højberg. Hedberg opfattes derfor at de fleste danskere som værende et dansk efternavn[kilde mangler]. Hedberg efternavnet er grundet det lave antal navnebærere et "beskyttet" efternavn, og kan således ikke frit bæres/erhverves af enhver.